# Rally d'Australia 2001
Il Rally d'Australia 2001, ufficialmente denominato 14th Telstra Rally Australia, è stata la tredicesima prova del campionato del mondo rally 2001 nonché la quattordicesima edizione del Rally d'Australia e la dodicesima con valenza mondiale.

## Riepilogo
La manifestazione si è svolta dal 1º al 4 novembre sulle strade sterrate che attraversano le zone costiere dell'Australia Occidentale attorno alla città di Perth, che fu la sede principale del rally.
L'evento è stato vinto dal finlandese Marcus Grönholm, navigato dal connazionale Timo Rautiainen, al volante di una Peugeot 206 WRC (2001) della squadra Peugeot Total, davanti alla coppia britannica formata da Richard Burns e Robert Reid, su Subaru Impreza WRC2001 della scuderia Subaru World Rally Team, e da quella francese composta da Didier Auriol e Denis Giraudet, compagni di squadra dei vincitori.
Gli australiani Ed Ordinski e Iain Stewart, su Mitsubishi Lancer Evo VI del team Mitsubishi Ralliart, hanno invece conquistato la vittoria nella Coppa FIA piloti gruppo N.
L'omanita Hamed Al-Wahaibi e il neozelandese Tony Sircombe hanno invece vinto la classifica della Coppa FIA squadre, alla guida di una Subaru Impreza WRC2001 della scuderia Oman Arab World Rally Team, ma il danese Henrik Lundgaard, con il secondo posto conquistato nel rally, fa suo il titolo 2001.

## Dati della prova
| Denominazione ufficiale             | Telstra Rally Australia |
| Edizione N°                         | 14 |
| Tappa N°                            | 13 di 14 |
| Data manifestazione                 | da giovedì 01/11/2001 a domenica 04/11/2001 |
| Sede ospitante                      | Perth (Australia Occidentale, Australia) |
| Sedi del parco assistenza           | Prima frazione: Langley Park, Perth; Mundaring (contea di Mundaring, Perth). Seconda frazione: Langley Park, Perth; Harvey (contea di Harvey, South West, Australia Occidentale). Terza frazione: Complesso di Sotico (contea di Boddington, Peel, Australia Occidentale). |
| Superficie                          | Terra |
| Iscritti                            | 75 |
| Partiti                             | 73 |
| Arrivati                            | 51 (69,9%) |
| Prove speciali previste             | 20 |
| Prove speciali disputate            | 19 (1 cancellata) |
| Prova più breve                     | 2,20 km (PS1, PS10 e PS17: Langley Park Super) |
| Prova più lunga                     | 45,52 km (PS13: Wellington Dam) |
| Prova più lenta                     | velocità media di 87,22 km/h (PS10: Langley Park Super 2) |
| Prova più veloce                    | velocità media di 119,36 km/h (PS18: Bannister West) |
| Lunghezza prove speciali previste   | 396,77 km |
| Lunghezza prove speciali disputate  | 351,35 km (25,9% della distanza totale effettiva - cancellati 45,52 km) |
| Lunghezza complessiva trasferimenti | 1007,35 km |
| Distanza totale effettiva           | 1358,70 km |
| Media oraria del vincitore          | velocità media di 107,0 km/h (351,35 km in 3h17'01"3) |

## Itinerario
| Frazione 1 | 1º nov | PS1    | 18:42  | Langley Park Super 1                             | 2,20 km  | 149,66 km |  |  |
| Frazione 1 | 1º nov |        | 18:48  | Assistenza – Langley Park, Perth (20 m)          | –        | 149,66 km |  |  |
| Frazione 1 | 2 nov  |        | 09:36  | Assistenza – Mundaring (20 m)                    | –        | 149,66 km |  |  |
| Frazione 1 | 2 nov  | PS2    | 10:27  | Helena North 1                                   | 24,14 km | 149,66 km |  |  |
| Frazione 1 | 2 nov  | PS3    | 10:53  | Helena South 1                                   | 18,43 km | 149,66 km |  |  |
| Frazione 1 | 2 nov  |        | 11:20  | Assistenza – Mundaring (20 m)                    | –        | 149,66 km |  |  |
| Frazione 1 | 2 nov  | PS4    | 12:00  | Kev's                                            | 9,56 km  | 149,66 km |  |  |
| Frazione 1 | 2 nov  | PS5    | 12:39  | Beraking                                         | 26,46 km | 149,66 km |  |  |
| Frazione 1 | 2 nov  | PS6    | 13:27  | Flynns Short                                     | 19,98 km | 149,66 km |  |  |
| Frazione 1 | 2 nov  |        | 14:41  | Assistenza – Mundaring (20 m)                    | –        | 149,66 km |  |  |
| Frazione 1 | 2 nov  | PS7    | 15:32  | Helena North 2                                   | 24,14 km | 149,66 km |  |  |
| Frazione 1 | 2 nov  | PS8    | 15:58  | Helena South 2                                   | 18,43 km | 149,66 km |  |  |
| Frazione 1 | 2 nov  | PS9    | 16:23  | Atkins                                           | 4,42 km  | 149,66 km |  |  |
| Frazione 1 | 2 nov  |        | 16:38  | Assistenza – Mundaring (20 m)                    | –        | 149,66 km |  |  |
| Frazione 1 | 2 nov  | PS10   | 19:30  | Langley Park Super 2                             | 2,20 km  | 149,66 km |  |  |
| Frazione 1 | 2 nov  |        | 19:36  | Assistenza – Langley Park, Perth (45 m)          | –        | 149,66 km |  |  |
|            |        |        |        |                                                  |          |           |  |  |
| Frazione 2 | 3 nov  |        | 07:46  | Assistenza – Harvey (20 m)                       | –        | 141,12 km |  |  |
| Frazione 2 | 3 nov  | PS11   | 08:36  | Stirling East                                    | 35,48 km | 141,12 km |  |  |
| Frazione 2 | 3 nov  | PS12   | 09:23  | Brunswick                                        | 16,63 km | 141,12 km |  |  |
| Frazione 2 | 3 nov  |        | 10:04  | Assistenza – Harvey (20 m)                       | –        | 141,12 km |  |  |
| Frazione 2 | 3 nov  | PS13   | 11:23  | Wellington Dam                                   | 45,52 km | 141,12 km |  |  |
| Frazione 2 | 3 nov  |        | 13:26  | Assistenza – Harvey (20 m)                       | –        | 141,12 km |  |  |
| Frazione 2 | 3 nov  | PS14   | 14:07  | Harvey Weir                                      | 6,97 km  | 141,12 km |  |  |
| Frazione 2 | 3 nov  | PS15   | 14:28  | Stirling West                                    | 15,89 km | 141,12 km |  |  |
| Frazione 2 | 3 nov  |        | 15:02  | Assistenza – Harvey (20 m)                       | –        | 141,12 km |  |  |
| Frazione 2 | 3 nov  | PS16   | 16:14  | Murray Pines                                     | 18,53 km | 141,12 km |  |  |
| Frazione 2 | 3 nov  | PS17   | 19:45  | Langley Park Super 3                             | 2,20 km  | 141,12 km |  |  |
| Frazione 2 | 3 nov  |        | 19:51  | Assistenza – Langley Park, Perth (45 m)          | –        | 141,12 km |  |  |
|            |        |        |        |                                                  |          |           |  |  |
| Frazione 3 | 4 nov  |        | 07:18  | Assistenza – Sotico, Contea di Boddington (20 m) | –        | 105,69 km |  |  |
| Frazione 3 | 4 nov  | PS18   | 07:59  | Bannister West                                   | 34,57 km | 105,69 km |  |  |
| Frazione 3 | 4 nov  |        | 08:32  | Assistenza – Sotico, Contea di Boddington (20 m) | –        | 105,69 km |  |  |
| Frazione 3 | 4 nov  | PS19   | 09:07  | Bannister North                                  | 36,84 km | 105,69 km |  |  |
| Frazione 3 | 4 nov  |        | 10:01  | Assistenza – Sotico, Contea di Boddington (20 m) | –        | 105,69 km |  |  |
| Frazione 3 | 4 nov  | PS20   | 10:32  | Bannister South                                  | 28,65 km | 105,69 km |  |  |
| Frazione 3 | 4 nov  |        | 11:00  | Assistenza – Sotico, Contea di Boddington (20 m) | –        | 105,69 km |  |  |
| Frazione 3 | 4 nov  | PS21   | 12:35  | Michelin TV Stage                                | 5,63 km  | 105,69 km |  |  |
| Frazione 3 | 4 nov  |        | 14:03  | Assistenza – Sotico, Contea di Boddington (10 m) | –        | 105,69 km |  |  |
| Totale     | Totale | Totale | Totale | Totale                                           | Totale   | 396,77 km |  |  |

## Risultati

### Classifica
| Pos.                      | Nº       | Pilota           | Copilota             | Auto                         | Squadra                      | Classe     | Tempo     | Distacco | Punti    |
| Generale                  | Generale | Generale         | Generale             | Generale                     | Generale                     | Generale   | Generale  | Generale | Generale |
| ------------------------- | -------- | ---------------- | -------------------- | ---------------------------- | ---------------------------- | ---------- | --------- | -------- | -------- |
| 1.                        | 1        | Marcus Grönholm  | Timo Rautiainen      | Peugeot 206 WRC (2001)       | Peugeot Total                | WRC        | 3h17'01"3 | –        | 10       |
| 2.                        | 5        | Richard Burns    | Robert Reid          | Subaru Impreza WRC2001       | Subaru World Rally Team      | WRC        | 3h17'41"7 | +40"4    | 6        |
| 3.                        | 2        | Didier Auriol    | Denis Giraudet       | Peugeot 206 WRC (2001)       | Peugeot Total                | WRC        | 3h18'21"4 | +1'20"1  | 4        |
| 4.                        | 16       | Harri Rovanperä  | Risto Pietiläinen    | Peugeot 206 WRC (2001)       | Peugeot Total                | WRC        | 3h18'32"2 | +1'30"9  | 3        |
| 5.                        | 4        | Colin McRae      | Nicky Grist          | Ford Focus RS WRC 01         | Ford Motor Co. Ltd.          | WRC        | 3h18'41"3 | +1'40"0  | 2        |
| 6.                        | 7        | Tommi Mäkinen    | Timo Hantunen        | Mitsubishi Lancer WRC        | Marlboro Mitsubishi Ralliart | WRC        | 3h20'04"0 | +3'02"7  | 1        |
| 7.                        | 6        | Petter Solberg   | Phil Mills           | Subaru Impreza WRC2001       | Subaru World Rally Team      | WRC        | 3h20'42"5 | +3'41"2  | -        |
| 8.                        | 3        | Carlos Sainz     | Luis Moya            | Ford Focus RS WRC 01         | Ford Motor Co. Ltd.          | WRC        | 3h22'00"5 | +4'59"2  | -        |
| 9.                        | 16       | Gilles Panizzi   | Hervé Panizzi        | Peugeot 206 WRC (2001)       | Peugeot Total                | WRC        | 3h22'10"3 | +5'09"0  | -        |
| 10.                       | 10       | Alister McRae    | David Senior         | Hyundai Accent WRC2          | Hyundai Castrol WRT          | WRC        | 3h24'33"0 | +7'31"7  | -        |
| Coppa FIA piloti gruppo N |          |                  |                      |                              |                              |            |           |          |          |
| 1. (17.)                  | 28       | Ed Ordinski      | Iain Stewart         | Mitsubishi Lancer Evo VI     | Mitsubishi Ralliart          | N4 / Gr. N | 3h34'27"2 | –        | 10       |
| 2. (18.)                  | 32       | Gabriel Pozzo    | Daniel Stillo        | Mitsubishi Lancer Evo VI     | Top Run                      | N4 / Gr. N | 3h34'48"5 | +21"3    | 6        |
| 3. (19.)                  | 45       | François Duval   | Jean-Marc Fortin     | Mitsubishi Carisma GT Evo VI | -                            | N4 / Gr. N | 3h35'19"0 | +51"8    | 4        |
| 4. (20.)                  | 27       | Juha Kangas      | Mika Ovaskainen      | Mitsubishi Lancer Evo VI     | -                            | N4 / Gr. N | 3h35'23"5 | +56"3    | 3        |
| 5. (21.)                  | 26       | Cody Crocker     | Greg Foletta         | Subaru Impreza STi N8        | Subaru Rally Team Australia  | N4 / Gr. N | 3h37'22"6 | +2'55"4  | 2        |
| 6. (22.)                  | 31       | Manfred Stohl    | Peter Müller         | Mitsubishi Lancer Evo VI     | -                            | N4 / Gr. N | 3h38'22"6 | +3'55"4  | 1        |
| Coppa FIA squadre         |          |                  |                      |                              |                              |            |           |          |          |
| 1. (13.)                  | 24       | Hamed Al-Wahaibi | Tony Sircombe        | Subaru Impreza WRC2001       | Oman Arab World Rally Team   | WRC / TC   | 3h25'54"7 | –        | 10       |
| 2. (14.)                  | 22       | Henrik Lundgaard | Jens-Christian Anker | Toyota Corolla WRC           | Toyota Castrol Team Denmark  | WRC / TC   | 3h26'59"7 | +1'05"0  | 6        |

| Principali ritiri | Principali ritiri | Principali ritiri | Principali ritiri | Principali ritiri      | Principali ritiri       | Principali ritiri | Principali ritiri | Principali ritiri |
| PS                | Nº                | Pilota            | Copilota          | Auto                   | Squadra                 | Classe            | Causa             | Pos. rit.         |
| ----------------- | ----------------- | ----------------- | ----------------- | ---------------------- | ----------------------- | ----------------- | ----------------- | ----------------- |
| PS 11             | 18                | Toshihiro Arai    | Glenn Macneall    | Subaru Impreza WRC2001 | Subaru World Rally Team | WRC               | Motore            | 18º               |
| PS 14             | 17                | François Delecour | Daniel Grataloup  | Ford Focus RS WRC 01   | Ford Motor Co. Ltd.     | WRC               | Incidente         | 28º               |

Legenda

Pos. = posizione; Nº = numero di gara; PS = prova speciale; Pos. rit. = posizione detenuta prima del ritiro.
| Icona | Classe                                                                                                 |
| ----- | --- |
| WRC   | Equipaggio di classe A8 (World Rally Car) che può conquistare punti per il campionato costruttori.     |
| WRC   | Equipaggio di classe A8 (World Rally Car) che non può conquistare punti per il campionato costruttori. |
| Gr. N | Equipaggio registrato alla Coppa FIA piloti gruppo N.                                                  |
| S1600 | Equipaggio registrato alla Coppa FIA piloti Super 1600.                                                |
| TC    | Equipaggio registrato alla Coppa FIA squadre (FIA Team Cup).                                           |
|       | Ulteriori classificazioni.                                                                             |

### Prove speciali
| Frazione   | Data   | Prova | Ora   | Nome                 | Lunghezza | Vincitori                                                           | Tempo            | Velocità media | Leader del rally                                      |
| ---------- | ------ | ----- | ----- | -------------------- | --------- | ------------------------------------------------------------------- | ---------------- | -------------- | ----------------------------------------------------- |
| Frazione 1 | 1º nov | PS1   | 18:42 | Langley Park Super 1 | 2,20 km   | Didier Auriol Denis Giraudet e Carlos Sainz Luis Moya               | 1'30"7           | 87,3 km/h      | Didier Auriol Denis Giraudet e Carlos Sainz Luis Moya |
| Frazione 1 | 2 nov  | PS2   | 10:27 | Helena North 1       | 24,14 km  | Marcus Grönholm Timo Rautiainen                                     | 13'43"6          | 105,5 km/h     | Marcus Grönholm Timo Rautiainen                       |
| Frazione 1 | 2 nov  | PS3   | 10:53 | Helena South 1       | 18,43 km  | Marcus Grönholm Timo Rautiainen e Harri Rovanperä Risto Pietiläinen | 9'42"7           | 113,9 km/h     | Marcus Grönholm Timo Rautiainen                       |
| Frazione 1 | 2 nov  | PS4   | 12:00 | Kev's                | 9,56 km   | Carlos Sainz Luis Moya                                              | 6'01"5           | 95,2 km/h      | Marcus Grönholm Timo Rautiainen                       |
| Frazione 1 | 2 nov  | PS5   | 12:39 | Beraking             | 26,46 km  | Richard Burns Robert Reid                                           | 14'52"2          | 106,8 km/h     | Marcus Grönholm Timo Rautiainen                       |
| Frazione 1 | 2 nov  | PS6   | 13:27 | Flynns Short         | 19,98 km  | Didier Auriol Denis Giraudet                                        | 12'08"7          | 98,7 km/h      | Colin McRae Nicky Grist                               |
| Frazione 1 | 2 nov  | PS7   | 15:32 | Helena North 2       | 24,14 km  | Gilles Panizzi Hervé Panizzi                                        | 13'29"4          | 107,4 km/h     | Marcus Grönholm Timo Rautiainen                       |
| Frazione 1 | 2 nov  | PS8   | 15:58 | Helena South 2       | 18,43 km  | Carlos Sainz Luis Moya e Richard Burns Robert Reid                  | 9'34"2           | 115,5 km/h     | Marcus Grönholm Timo Rautiainen                       |
| Frazione 1 | 2 nov  | PS9   | 16:23 | Atkins               | 4,42 km   | Carlos Sainz Luis Moya                                              | 3'01"3           | 87,8 km/h      | Marcus Grönholm Timo Rautiainen                       |
| Frazione 1 | 2 nov  | PS10  | 19:30 | Langley Park Super 2 | 2,20 km   | Didier Auriol Denis Giraudet e Petter Solberg Phil Mills            | 1'30"8           | 87,2 km/h      | Marcus Grönholm Timo Rautiainen                       |
|            |        |       |       |                      |           |                                                                     |                  |                | Marcus Grönholm Timo Rautiainen                       |
| Frazione 2 | 3 nov  | PS11  | 08:36 | Stirling East        | 35,48 km  | Marcus Grönholm Timo Rautiainen                                     | 19'38"8          | 108,4 km/h     | Marcus Grönholm Timo Rautiainen                       |
| Frazione 2 | 3 nov  | PS12  | 09:23 | Brunswick            | 16,63 km  | Marcus Grönholm Timo Rautiainen                                     | 9'08"5           | 109,1 km/h     | Marcus Grönholm Timo Rautiainen                       |
| Frazione 2 | 3 nov  | PS13  | 11:23 | Wellington Dam       | 45,52 km  | prova cancellata                                                    | prova cancellata |                | Marcus Grönholm Timo Rautiainen                       |
| Frazione 2 | 3 nov  | PS14  | 14:07 | Harvey Weir          | 6,97 km   | Marcus Grönholm Timo Rautiainen                                     | 3'47"8           | 110,1 km/h     | Marcus Grönholm Timo Rautiainen                       |
| Frazione 2 | 3 nov  | PS15  | 14:28 | Stirling West        | 15,89 km  | Marcus Grönholm Timo Rautiainen                                     | 9'20"0           | 102,2 km/h     | Marcus Grönholm Timo Rautiainen                       |
| Frazione 2 | 3 nov  | PS16  | 16:14 | Murray Pines         | 18,53 km  | Marcus Grönholm Timo Rautiainen                                     | 10'40"4          | 104,2 km/h     | Marcus Grönholm Timo Rautiainen                       |
| Frazione 2 | 3 nov  | PS17  | 19:45 | Langley Park Super 3 | 2,20 km   | Didier Auriol Denis Giraudet                                        | 1'29"7           | 88,3 km/h      | Marcus Grönholm Timo Rautiainen                       |
|            |        |       |       |                      |           |                                                                     |                  |                | Marcus Grönholm Timo Rautiainen                       |
| Frazione 3 | 4 nov  | PS18  | 07:59 | Bannister West       | 34,57 km  | Richard Burns Robert Reid                                           | 17'22"7          | 119,4 km/h     | Marcus Grönholm Timo Rautiainen                       |
| Frazione 3 | 4 nov  | PS19  | 09:07 | Bannister North      | 36,84 km  | Colin McRae Nicky Grist                                             | 19'26"6          | 113,7 km/h     | Marcus Grönholm Timo Rautiainen                       |
| Frazione 3 | 4 nov  | PS20  | 10:32 | Bannister South      | 28,65 km  | Colin McRae Nicky Grist                                             | 16'32"1          | 104,0 km/h     | Marcus Grönholm Timo Rautiainen                       |
| Frazione 3 | 4 nov  | PS21  | 12:35 | Michelin TV Stage    | 5,63 km   | Colin McRae Nicky Grist                                             | 3'28"1           | 97,4 km/h      | Marcus Grönholm Timo Rautiainen                       |

## Classifiche mondiali
Classifica piloti
| Pos. | Pos. | Pilota            | Punti |
| ---- | ---- | ----------------- | ----- |
| 1    |      | Colin McRae       | 42    |
| 2    |      | Tommi Mäkinen     | 41    |
| 3    |      | Richard Burns     | 40    |
| 4    |      | Carlos Sainz      | 33    |
| 5    |      | Harri Rovanperä   | 30    |
| 6    | 2    | Marcus Grönholm   | 26    |
| 7    |      | Didier Auriol     | 23    |
| 8    | 2    | Gilles Panizzi    | 22    |
| 9    |      | François Delecour | 15    |
| 10   |      | Petter Solberg    | 11    |
| 11   |      | Jesús Puras       | 10    |
| 12   |      | Freddy Loix       | 9     |
| 13   |      | Armin Schwarz     | 7     |
| 14   |      | Sébastien Loeb    | 6     |
| 15   |      | Thomas Rådström   | 6     |
| 16   |      | Toni Gardemeister | 5     |
| 17   |      | Toshihiro Arai    | 3     |
| 18   |      | Markko Märtin     | 3     |
| 19   |      | Renato Travaglia  | 2     |
| 20   |      | Alister McRae     | 1     |
| 21   |      | Philippe Bugalski | 1     |
| 22   |      | Pasi Hagström     | 1     |
| 23   |      | Gabriel Pozzo     | 1     |

Classifica costruttori WRC
| Pos. | Pos. | Squadra                      | Punti |
| ---- | ---- | ---------------------------- | ----- |
| 1    | 1    | Peugeot Total                | 90    |
| 2    | 1    | Ford Motor Co. Ltd.          | 86    |
| 3    |      | Marlboro Mitsubishi Ralliart | 69    |
| 4    |      | Subaru World Rally Team      | 62    |
| 5    |      | Škoda Motorsport             | 15    |
| 6    |      | Hyundai Castrol WRT          | 13    |

Legenda: Pos.= Posizione.